# 稲こうじ病
稲こうじ病（稲麹病）とは、イネに発生する主要な病気の1つ。「いなこうじ」と呼ばれ、英語では「イネにせ黒穂病（Rice false smut）」、中国語では「稻曲病（曲は麹の簡体字）と表記される。世界中の稲作地帯から発生が報告されている。
イネの籾に暗緑色の厚膜胞子の固まりである病粒（偽菌核）を形成する。ひとつの穂に1〜10粒程度の病粒ができ、他の籾には外見上影響がみられないが、不稔などの症状が見られることがある。イネの穂ばらみ期から出穂期の低温・多雨状態の時に発生が多くなる傾向がある。稲こうじ病による病籾が収穫籾に混入すると規格外となるため、経済的被害が大きい。文書には明時代の本草綱目に硬穀奴として記録がある。

## 原因
稲こうじ病は、イネが稲こうじ病菌（学名：完全世代Villosiclava virens 、アナモルフUstilaginoidea virens、シノニムClaviceps virens、C. oryzae-sativaeなど）に感染し発病することで起きる。稲こうじ病菌はカビの一種であり、子嚢菌門、バッカクキン科に分類される。稲こうじ病の病粒は黒穂病と外見が似ているが、黒穂病菌は担子菌門の菌である。

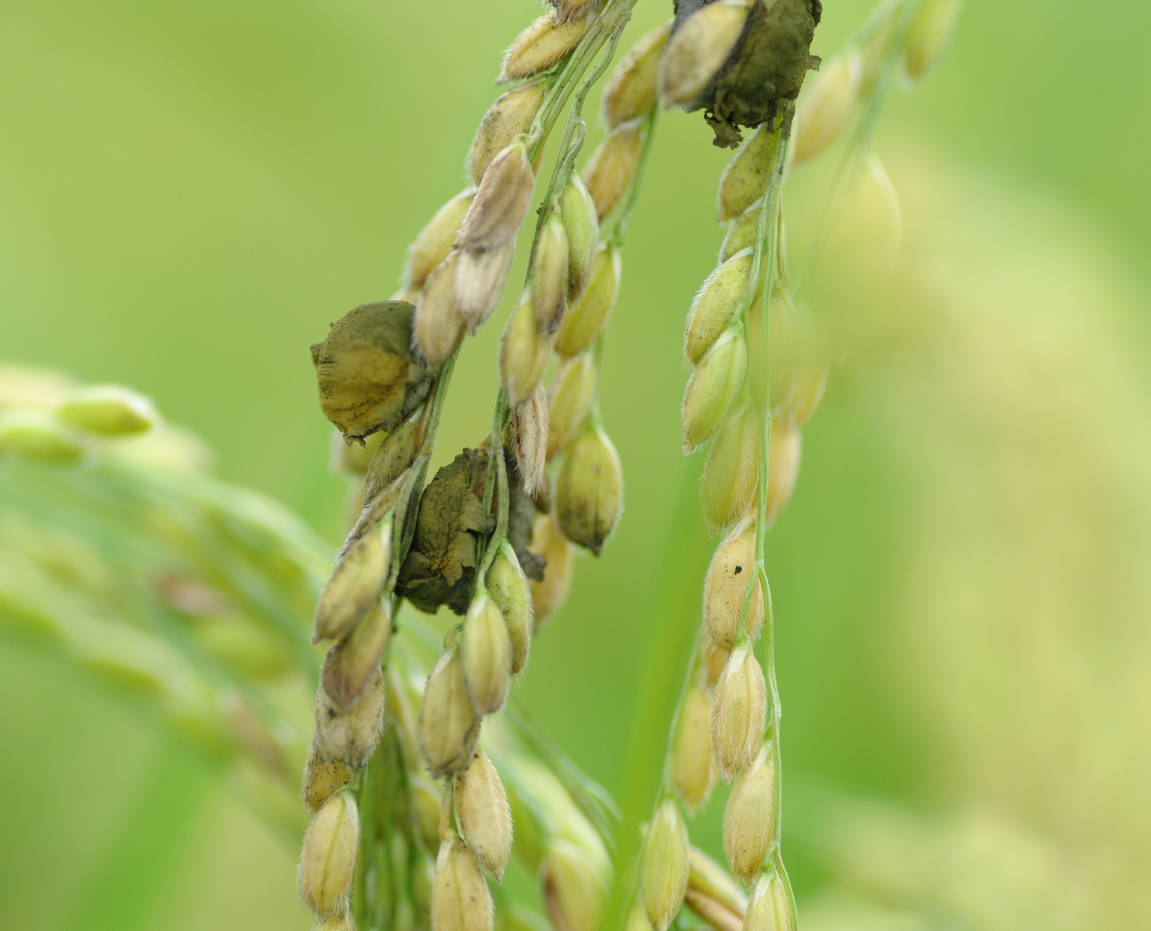
稲こうじ病

## 生態と防除対策
稲こうじ病の病粒は厚膜胞子である。厚膜胞子は成熟にしたがって黄色から橙色を経て暗緑色に変化する。この厚膜胞子が土壌に混入して翌年以降の感染源になると考えられる。そのため、発病後に薬剤を散布しても効果はない。厚膜胞子は培養すると二次分生子を形成する。また病粒にはバッカクキンに類似する菌核が形成されることがある。この菌核は実験条件下では越年して完全世代の子実体を形成する。この子実体から子のう胞子が形成される。現在までに感染サイクルは解明されていない。防除対策としては、出穂期以前の予防的薬剤散布や耕種的防除法をおこなう。

## 稲麹と麹
稲こうじ病菌はバッカクキン科のカビであり、米麹などを作るコウジカビとは全く関係がない。「稲麹」という名称が誤解を与えるため、麹菌の野生種と混同されている事例がみられる。稲こうじ病菌自体がウスチロキシンというマイコトキシンを産生するため人体に有毒である。また、稲麹の病粒から分離したカビを用いて醸造する手法が知られているが、たまたま混入したコウジカビ類の菌を利用したものと考えられる。この場合も、野外のコウジカビ類（アスペルギルス・フラバスなど）にはアフラトキシンやオクラトキシンなどのマイコトキシンを産生するものがあるため、稲麹を用いることは危険である。